# Julien Vermote
Pour les articles homonymes, voir Vermote.
Julien Vermote, né le 26 juillet 1989 à Courtrai, est un coureur cycliste belge. Son frère Alphonse Vermote est également coureur cycliste.

## Biographie

### Carrière chez les amateurs
De 2008 à 2010, Julien Vermote est membre de l'équipe Beveren 2000. En 2009, il est champion de Belgique du contre-la-montre espoirs, et deuxième du Tour du Haut-Anjou, dont il remporte l'étape disputée contre la montre. Il participe aux championnats du monde sur route des moins de 23 ans en 2009, où il se classe 53e du contre-la-montre, et en 2010, où il est 59e de la course en ligne.
L'équipe Beveren 2000 disparaît à la fin de l'année 2010. Julien Vermote est recruté par l'équipe professionnelle Quick Step.

### Carrière professionnelle

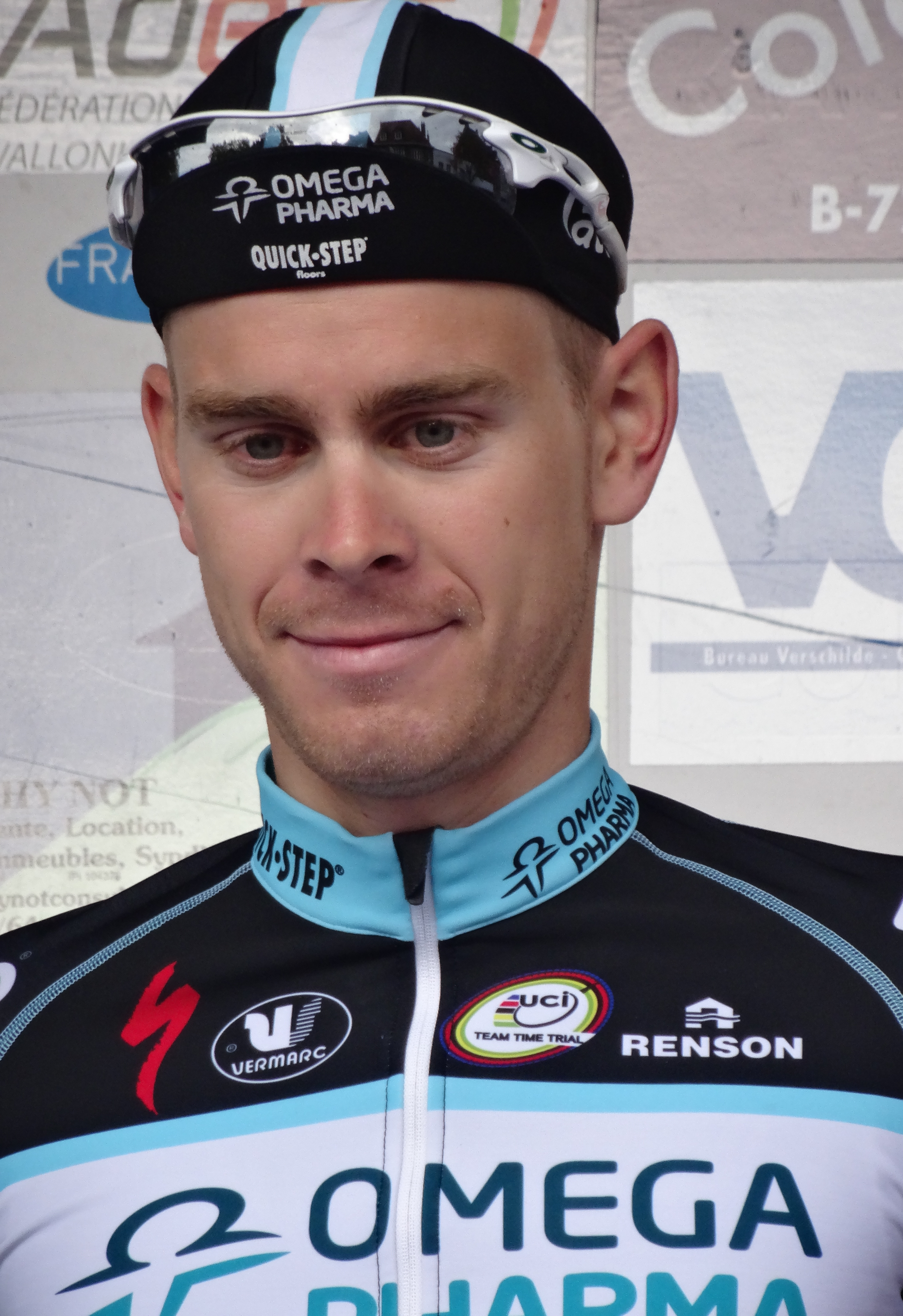
Julien Vermote après la 4e étape de l'Eurométropole Tour 2014.

En 2012, Quick Step devient Omega Pharma-Quick Step. Julien Vermote obtient sa première victoire professionnelle en remportant les Trois Jours de Flandre-Occidentale. L'année suivante, il gagne le Grand Prix Briek Schotte et se classe troisième du championnat de Belgique du contre-la-montre et du Duo normand, avec Kristof Vandewalle. 
En 2014, il dispute le Tour d'Italie en tant qu'équipier de Rigoberto Uran, porteur du maillot rose pendant quatre jours et deuxième du classement général. Vermote remporte la 7e étape du Tour de Grande-Bretagne et, avec ses coéquipiers, obtient la médaille de bronze du championnat du monde du contre-la-montre par équipes. Le contrat qui le lie à l'équipe Omega Pharma-Quick Step est prolongé de deux ans.
Lors de Milan-San Remo 2016, Vermote chute à deux reprises et est blessé au genou gauche. Cette blessure nécessite une intervention chirurgicale et le prive des classiques suivantes, pour lesquelles sa participation était prévue. Au mois de septembre de la même année il gagne la 2e étape du Tour de Grande-Bretagne et s'empare du maillot de leader de l'épreuve. Il conserve ce paletot pendant plusieurs jours mais doit le céder à Steve Cummings, futur vainqueur de l'épreuve, à l'issue de la 6e étape.
Au mois d'août 2017 il fait le choix de quitter la formation belge Quick-Step Floors et s'engage avec l'équipe africaine Dimension Data pour la saison 2018.
Au mois d'aout 2020, il se classe quinzième de la Brussels Cycling Classic. Il n'est pas conservé à l'issue de la saison 2020 et se retrouve sans équipe pour 2021.
En avril 2021, il rejoint l'équipe Alpecin-Fenix.

## Palmarès et classements mondiaux

### Palmarès amateur
| - 2004 - Champion de Belgique 1re année débutants - 2006 - 3e du championnat de Belgique du contre-la-montre juniors - 2007 - Prologue de la Ster van Zuid-Limburg - Flanders-Europe Classic - Classement général du Sint-Martinusprijs Kontich - Ledegem-Kemmel-Ledegem - 1re étape du Keizer der Juniores - 2e de la Ster van Zuid-Limburg - 2e du Tour des Flandres juniors - 3e de Remouchamps-Ferrières-Remouchamps - 2008 - 2ea étape du Triptyque des Monts et Châteaux (contre-la-montre) - 2e étape des Deux Jours du Gaverstreek (contre-la-montre) - Zillebeke-Westouter-Zillebeke - 3e des Deux Jours du Gaverstreek | - 2009 - Champion de Belgique du contre-la-montre espoirs - Trofee van Haspengouw - 2e étape du Tour du Haut-Anjou (contre-la-montre) - 2e du Tour du Haut-Anjou - 2010 - Champion de Flandre-Occidentale sur route espoirs - Bruxelles-Opwijk - 3e de Zellik-Galmaarden - 3e du Grand Prix Criquielion |

### Palmarès professionnel
| - 2012 - Classement général des Trois Jours de Flandre-Occidentale - 2013 - Grand Prix Briek Schotte - 3e du Duo normand (avec Kristof Vandewalle) - 3e du championnat de Belgique du contre-la-montre | - 2014 - 7e étape du Tour de Grande-Bretagne - 3e du championnat du monde du contre-la-montre par équipes - 2016 - Champion du monde du contre-la-montre par équipes - 2e étape du Tour de Grande-Bretagne - 2017 - 2e de la Gullegem Koerse |

### Résultats sur les grands tours

#### Tour de France
4 participations
- 2015 : 116e
- 2016 : 114e
- 2017 : 139e
- 2018 : 75e

#### Tour d'Italie
3 participations
- 2012 : 89e
- 2013 : 132e
- 2014 : 88e

### Classements mondiaux
| Année                                 | 2008 | 2009 | 2010 | 2011 | 2012 | 2013 | 2014 | 2015 | 2016 | 2017 | 2018 | 2019  | 2020 | 2021 | 2022  | 2023 | 2024  |
| ------------------------------------- | ---- | ---- | ---- | ---- | ---- | ---- | ---- | ---- | ---- | ---- | ---- | ----- | ---- | ---- | ----- | ---- | ----- |
| UCI World Tour                        |      |      |      | nc   | nc   | nc   | 227e | nc   | nc   | 223e | 199e |       |      |      |       |      |       |
| Classement mondial                    |      |      |      |      |      |      |      |      | 587e | 470e | 465e | 1105e | 699e | nc   | 1749e | nc   | 1843e |
| UCI Europe Tour                       | 974e | 375e | 424e |      |      |      |      |      | 356e | 466e | 538e | 783e  | 561e | nc   | 1146e | nc   | nc    |
| UCI Asia Tour                         | nc   | nc   | nc   |      |      |      |      |      | nc   | nc   | 545e |       |      |      |       |      |       |
|                                       |      |      |      |      |      |      |      |      |      |      |      |       |      |      |       |      |       |
| Légende : nc = non classéSource : UCI |      |      |      |      |      |      |      |      |      |      |      |       |      |      |       |      |       |

## Distinctions
- Vélo de cristal du meilleur équipier : 2017